# Wymysłowo (powiat toruński)
Wymysłowo – wieś w Polsce położona w województwie kujawsko-pomorskim, w powiecie toruńskim, w gminie Łubianka.
W latach 1975–1998 miejscowość należała administracyjnie do województwa toruńskiego. Według Narodowego Spisu Powszechnego (III 2011 r.) liczyła 174 mieszkańców. Jest jedenastą co do wielkości miejscowością gminy Łubianka.